# Lee Kang-in
Lee Kang-in (이강인?, 李康仁S; Incheon, 19 febbraio 2001) è un calciatore sudcoreano, centrocampista del Paris Saint-Germain e della nazionale sudcoreana.

## Caratteristiche tecniche
Ritenuto uno dei migliori talenti del calcio asiatico della propria generazione, è un giocatore molto rapido e tecnico, può essere impiegato da trequartista o ala destra dove può accentrarsi per provare la conclusione di mancino, il sinistro è il suo piede forte, oltre a disporre di una buona potenza di tiro da lui sfruttata dalla media distanza. Sa come creare occasioni da gol tramite i calci piazzati, inoltre è abile nel dribbling.

## Carriera

### Club

#### Valencia e Maiorca
Cresciuto nel settore giovanile del Valencia, ha esordito in prima squadra il 30 ottobre 2018 disputando l'incontro di Coppa del Re vinto 2-0 contro il Ebro. Il 12 gennaio dell'anno seguente ha esordito anche nella Liga subentrando a Denis Čeryšev in occasione del match pareggiato 1-1 contro il Real Valladolid. Segna il primo goal in Liga il 25 settembre 2019 contro il Getafe, invece nella vittoria contro il Real Valladolid è autore del gol del 2-1, segna una rete anche nell'edizione 2020-2021 della Coppa del Re battendo per 4-1 lo Yeclano Deportivo. Il 29 agosto 2021 rescinde il suo contratto con il Valencia, per poi accasarsi al Maiorca un giorno dopo; segna la sua prima rete nella pesante sconfitta per 6-1 contro il Real Madrid. Nell'edizione 2022-2023 segna la rete del 2-0 battendo il Rayo Vallecano, è autore del gol del 2-1 sconfiggendo il Valencia, inoltre segna una doppietta nella vittoria per 3-1 contro il Gatafe.

#### Paris Saint-Germain
L'8 luglio 2023 viene acquistato dal Paris Saint-Germain. Il 12 agosto esordisce nella Ligue 1 nella partita casalinga contro il Lorient, pareggiata per 0-0. Vince la Supercoppa di Francia segnando un gol battendo per 2-0 il Tolosa. Nella Ligue 1 mette a segno una rete nella schiacciante vittoria per 6-2 contro il Montpellier, inoltre con un cross Kang-in permette al proprio compagno Gonçalo Ramos di segnare il gol del 3-3 pareggiando contro il Le Havre ottenendo così la vittoria del campionato con tre giornate di anticipo. Il 25 ottobre segna la prima rete con i parigini, nonché prima assoluta in UEFA Champions League nel successo per 3-0 contro il Milan.
Il Paris Saint-Germain vince l'edizione 2024-2025 del campionato, Lee segna un gol sconfiggendo per 4-1 il Le Havre, realizza la rete che fissa sul 6-0 la vittoria sul Montpellier, sigla un gol nel successo per 3-1 contro il Rennes, segna una rete anche contro lo Strasburgo vincendo per 4-2, con lo stesso risultato si conclude il match vinto ai danni dell'Angers dove Lee realizza una doppietta.

### Nazionale
Lee è stato selezionato per giocare per la nazionale Under-20 di calcio della Corea del Sud nel mondiale di categoria che si è disputato nel 2019, e ha partecipato a ogni partita della fase a gironi e degli incontri ad eliminazione diretta, conducendo la sua squadra a uno storico secondo posto nel torneo, con un gol e due passaggi vincenti contribuisce al pareggio per 3-3 contro il Senegal, la Corea del Sud vince poi 3-2 ai rigori, invece nella semifinale calcia di punizione fornendo al proprio compagno Jun Choi l'assist con cui egli segna il gol del 1-0 vincendo contro l'Ecuador, inoltre è autore di una rete nella finale persa per 3-1 contro l'Ucraina. Concluso il mondiale, ha ricevuto il premio "Pallone d'Oro" come miglior giocatore del torneo.
Lee è stato convocato per la prima volta nella nazionale di calcio della Corea del Sud nel marzo 2019 per gli amichevoli contro la Bolivia e la Colombia, diventando il settimo più giovane a far parte della nazionale di calcio della Corea del Sud. Il 5 settembre 2019, ha fatto il suo debutto internazionale in una partita amichevole terminata 2-2 contro la Georgia, partendo come titolare.
Viene convocato alle Olimpiadi di Tokyo, segna una rete sconfiggendo per 6-0 l'Honduras inoltre è autore di due gol battendo per 4-0 la Romania.
Convocato per gli amichevoli nel settembre 2022, poco prima della Coppa del Mondo FIFA 2022, grazie alla sua evoluzione sia in fase offensiva che difensiva nella La Liga. Tuttavia, ha partecipato solo agli allenamenti della squadra senza scendere in campo durante le amichevoli, ma è stato selezionato per la squadra dei 26 uomini per la Coppa del Mondo. Ha fornito l'assist per il gol di testa di Cho Gue-sung nel secondo incontro del girone contro la Ghana perdendo per 3-2.
Riesce a segnare le sue prime reti con la nazionale della Corea del Sud nell'amichevole che si è disputata il 13 ottobre 2023, mette infatti a segno una doppietta sconfiggendo per 4-0 la Tunisia. Gioca in tutte le partite della Coppa d'Asia che si è svolta nel 2024, riesce a segnare due reti contro il Bahrain vincendo per 3-1.

## Statistiche

### Presenze e reti nei club
Statistiche aggiornate al 13 agosto 2025.
| Stagione                   | Squadra                    | Campionato                 | Campionato | Campionato | Coppe nazionali | Coppe nazionali | Coppe nazionali | Coppe continentali | Coppe continentali | Coppe continentali | Altre coppe | Altre coppe | Altre coppe | Totale | Totale | Totale |
| Stagione                   | Squadra                    | Comp                       | Pres       | Reti       | Comp            | Pres            | Reti            | Comp               | Pres               | Reti               | Comp        | Pres        | Reti        | Pres   | Reti   |        |
| -------------------------- | -------------------------- | -------------------------- | ---------- | ---------- | --------------- | --------------- | --------------- | ------------------ | ------------------ | ------------------ | ----------- | ----------- | ----------- | ------ | ------ | ------ |
| 2017-2018                  | Valencia Mestalla          | SDB                        | 11         | 1          | -               | -               | -               | -                  | -                  | -                  |             | -           | -           | 11     | 1      |        |
| 2018-2019                  | Valencia Mestalla          | SDB                        | 15         | 3          | -               | -               | -               | -                  | -                  | -                  |             | -           | -           | 15     | 3      |        |
| Totale Valencia Mestalla   | Totale Valencia Mestalla   | Totale Valencia Mestalla   | 26         | 4          |                 | -               | -               |                    | -                  | -                  |             | -           | -           | 26     | 4      |        |
| 2018-2019                  | Valencia                   | PD                         | 3          | 0          | CR              | 6               | 0               | UCL+UEL            | 0+2                | 0                  | -           | -           | -           | 11     | 0      |        |
| 2019-2020                  | Valencia                   | PD                         | 17         | 2          | CR              | 2               | 0               | UCL                | 5                  | 0                  | -           | -           | -           | 24     | 2      |        |
| 2020-2021                  | Valencia                   | PD                         | 24         | 0          | CR              | 3               | 1               | -                  | -                  | -                  | -           | -           | -           | 27     | 1      |        |
| Totale Valencia            | Totale Valencia            | Totale Valencia            | 44         | 2          |                 | 11              | 1               |                    | 7                  | 0                  |             | -           | -           | 62     | 3      |        |
| 2021-2022                  | Maiorca                    | PD                         | 30         | 1          | CR              | 4               | 0               | -                  | -                  | -                  | -           | -           | -           | 34     | 1      |        |
| 2022-2023                  | Maiorca                    | PD                         | 36         | 6          | CR              | 3               | 0               | -                  | -                  | -                  | -           | -           | -           | 39     | 6      |        |
| Totale Maiorca             | Totale Maiorca             | Totale Maiorca             | 66         | 7          |                 | 7               | 0               |                    | -                  | -                  |             | -           | -           | 73     | 7      |        |
| 2023-2024                  | Paris Saint-Germain        | L1                         | 23         | 3          | CF              | 2               | 0               | UCL                | 9                  | 1                  | SF          | 1           | 1           | 35     | 5      |        |
| 2024-2025                  | Paris Saint-Germain        | L1                         | 30         | 6          | CF              | 0               | 0               | UCL                | 0                  | 0                  | SF+Cmc      | 1+1         | 0+1         | 32     | 7      |        |
| 2025-2026                  | Paris Saint-Germain        | L1                         | -          | -          | CF              | -               | -               | UCL                | -                  | -                  | SU          | 1           | 1           | 1      | 1      |        |
| Totale Paris Saint-Germain | Totale Paris Saint-Germain | Totale Paris Saint-Germain | 53         | 9          |                 | 2               | 0               |                    | 9                  | 1                  |             | 4           | 3           | 68     | 13     |        |
| Totale carriera            | Totale carriera            | Totale carriera            | 164        | 22         |                 | 20              | 1               |                    | 16                 | 2                  |             | 4           | 3           | 204    | 28     |        |

### Cronologia presenze e reti in nazionale
| Cronologia completa delle presenze e delle reti in nazionale ― Corea del Sud | Cronologia completa delle presenze e delle reti in nazionale ― Corea del Sud | Cronologia completa delle presenze e delle reti in nazionale ― Corea del Sud | Cronologia completa delle presenze e delle reti in nazionale ― Corea del Sud | Cronologia completa delle presenze e delle reti in nazionale ― Corea del Sud | Cronologia completa delle presenze e delle reti in nazionale ― Corea del Sud | Cronologia completa delle presenze e delle reti in nazionale ― Corea del Sud | Cronologia completa delle presenze e delle reti in nazionale ― Corea del Sud |
| Data                                                                         | Città                                                                        | In casa                                                                      | Risultato                                                                    | Ospiti                                                                       | Competizione                                                                 | Reti                                                                         | Note                                                                         |
| ---------------------------------------------------------------------------- | ---------------------------------------------------------------------------- | ---------------------------------------------------------------------------- | ---------------------------------------------------------------------------- | ---------------------------------------------------------------------------- | ---------------------------------------------------------------------------- | ---------------------------------------------------------------------------- | ---------------------------------------------------------------------------- |
| 5-9-2019                                                                     | Tbilisi                                                                      | Georgia                                                                      | 2 – 2                                                                        | Corea del Sud                                                                | Amichevole                                                                   | -                                                                            | 71’                                                                          |
| 10-10-2019                                                                   | Hwaseong                                                                     | Corea del Sud                                                                | 8 – 0                                                                        | Sri Lanka                                                                    | Qual. Mondiali 2022                                                          | -                                                                            |                                                                              |
| 14-11-2019                                                                   | Beirut                                                                       | Libano                                                                       | 0 – 0                                                                        | Corea del Sud                                                                | Qual. Mondiali 2022                                                          | -                                                                            | 80’                                                                          |
| 14-11-2020                                                                   | Wiener Neustadt                                                              | Corea del Sud                                                                | 2 – 3                                                                        | Messico                                                                      | Amichevole                                                                   | -                                                                            | 74’                                                                          |
| 17-11-2020                                                                   | Maria Enzersdorf                                                             | Qatar                                                                        | 1 – 2                                                                        | Corea del Sud                                                                | Amichevole                                                                   | -                                                                            | 76’                                                                          |
| 25-3-2021                                                                    | Yokohama                                                                     | Giappone                                                                     | 3 – 0                                                                        | Corea del Sud                                                                | Amichevole                                                                   | -                                                                            | 46’                                                                          |
| 24-11-2022                                                                   | Al Rayyan                                                                    | Uruguay                                                                      | 0 – 0                                                                        | Corea del Sud                                                                | Mondiali 2022 - 1º turno                                                     | -                                                                            | 74’                                                                          |
| 28-11-2022                                                                   | Al Rayyan                                                                    | Corea del Sud                                                                | 2 – 3                                                                        | Ghana                                                                        | Mondiali 2022 - 1º turno                                                     | -                                                                            | 57’                                                                          |
| 2-12-2022                                                                    | Al Rayyan                                                                    | Corea del Sud                                                                | 2 – 1                                                                        | Portogallo                                                                   | Mondiali 2022 - 1º turno                                                     | -                                                                            | 36’ 81’                                                                      |
| 5-12-2022                                                                    | Doha                                                                         | Brasile                                                                      | 4 – 1                                                                        | Corea del Sud                                                                | Mondiali 2022 - Ottavi di finale                                             | -                                                                            | 74’                                                                          |
| 24-3-2023                                                                    | Ulsan                                                                        | Corea del Sud                                                                | 2 – 2                                                                        | Colombia                                                                     | Amichevole                                                                   | -                                                                            | 60’                                                                          |
| 28-3-2023                                                                    | Seul                                                                         | Corea del Sud                                                                | 1 – 2                                                                        | Uruguay                                                                      | Amichevole                                                                   | -                                                                            | 81’                                                                          |
| 15-6-2023                                                                    | Busan                                                                        | Corea del Sud                                                                | 0 – 1                                                                        | Perù                                                                         | Amichevole                                                                   | -                                                                            |                                                                              |
| 20-6-2023                                                                    | Daejeon                                                                      | Corea del Sud                                                                | 1 – 1                                                                        | El Salvador                                                                  | Amichevole                                                                   | -                                                                            |                                                                              |
| 13-10-2023                                                                   | Seul                                                                         | Corea del Sud                                                                | 4 – 0                                                                        | Tunisia                                                                      | Amichevole                                                                   | 2                                                                            | 90’                                                                          |
| 17-10-2023                                                                   | Suwon                                                                        | Corea del Sud                                                                | 6 – 0                                                                        | Vietnam                                                                      | Amichevole                                                                   | 1                                                                            |                                                                              |
| 16-11-2023                                                                   | Seul                                                                         | Corea del Sud                                                                | 5 – 0                                                                        | Singapore                                                                    | Qual. Mondiali 2026                                                          | 1                                                                            |                                                                              |
| 21-11-2023                                                                   | Shenzhen                                                                     | Cina                                                                         | 0 – 3                                                                        | Corea del Sud                                                                | Qual. Mondiali 2026                                                          | -                                                                            | 83’                                                                          |
| 6-1-2024                                                                     | Abu Dhabi                                                                    | Iraq                                                                         | 0 – 1                                                                        | Corea del Sud                                                                | Amichevole                                                                   | -                                                                            | 46’                                                                          |
| 15-1-2024                                                                    | Doha                                                                         | Corea del Sud                                                                | 3 – 1                                                                        | Bahrein                                                                      | Coppa d'Asia 2023 - 1º turno                                                 | 2                                                                            |                                                                              |
| 20-1-2024                                                                    | Doha                                                                         | Giordania                                                                    | 2 – 2                                                                        | Corea del Sud                                                                | Coppa d'Asia 2023 - 1º turno                                                 | -                                                                            |                                                                              |
| 25-1-2024                                                                    | Al Wakrah                                                                    | Corea del Sud                                                                | 3 – 3                                                                        | Malaysia                                                                     | Coppa d'Asia 2023 - 1º turno                                                 | -                                                                            |                                                                              |
| 30-1-2024                                                                    | Al Rayyan                                                                    | Arabia Saudita                                                               | 1 – 1 dts (2 – 4 dtr)                                                        | Corea del Sud                                                                | Coppa d'Asia 2023 - Ottavi di finale                                         | -                                                                            | 114’                                                                         |
| 2-2-2024                                                                     | Al Wakrah                                                                    | Australia                                                                    | 1 – 2 dts                                                                    | Corea del Sud                                                                | Coppa d'Asia 2023 - Quarti di finale                                         | -                                                                            | 120+1’                                                                       |
| 6-2-2024                                                                     | Al Rayyan                                                                    | Giordania                                                                    | 2 – 0                                                                        | Corea del Sud                                                                | Coppa d'Asia 2023 - Semifinale                                               | -                                                                            |                                                                              |
| 21-3-2024                                                                    | Seul                                                                         | Corea del Sud                                                                | 1 – 1                                                                        | Thailandia                                                                   | Qual. Mondiali 2026                                                          | -                                                                            | 62’                                                                          |
| 26-3-2024                                                                    | Bangkok                                                                      | Thailandia                                                                   | 0 – 3                                                                        | Corea del Sud                                                                | Qual. Mondiali 2026                                                          | -                                                                            | 74’                                                                          |
| 6-6-2024                                                                     | Kallang                                                                      | Singapore                                                                    | 0 – 7                                                                        | Corea del Sud                                                                | Qual. Mondiali 2026                                                          | 2                                                                            | 57’                                                                          |
| 11-6-2024                                                                    | Seul                                                                         | Corea del Sud                                                                | 1 – 0                                                                        | Cina                                                                         | Qual. Mondiali 2026                                                          | 1                                                                            | 79’                                                                          |
| 5-9-2024                                                                     | Seul                                                                         | Corea del Sud                                                                | 0 – 0                                                                        | Palestina                                                                    | Qual. Mondiali 2026                                                          | -                                                                            |                                                                              |
| 10-9-2024                                                                    | Mascate                                                                      | Oman                                                                         | 1 – 3                                                                        | Corea del Sud                                                                | Qual. Mondiali 2026                                                          | -                                                                            | 45+3’ 89’                                                                    |
| 10-10-2024                                                                   | Amman                                                                        | Giordania                                                                    | 0 – 2                                                                        | Corea del Sud                                                                | Qual. Mondiali 2026                                                          | -                                                                            | 90’                                                                          |
| 15-10-2024                                                                   | Yongin                                                                       | Corea del Sud                                                                | 3 – 2                                                                        | Iraq                                                                         | Qual. Mondiali 2026                                                          | -                                                                            | 85’                                                                          |
| 14-11-2024                                                                   | Al Kuwait                                                                    | Kuwait                                                                       | 1 – 3                                                                        | Corea del Sud                                                                | Qual. Mondiali 2026                                                          | -                                                                            |                                                                              |
| 19-11-2024                                                                   | Amman                                                                        | Palestina                                                                    | 1 – 1                                                                        | Corea del Sud                                                                | Qual. Mondiali 2026                                                          | -                                                                            | 72’                                                                          |
| 20-3-2025                                                                    | Goyang                                                                       | Corea del Sud                                                                | 1 – 1                                                                        | Oman                                                                         | Qual. Mondiali 2026                                                          | -                                                                            | 38’ 85’                                                                      |
| 5-6-2025                                                                     | Bassora                                                                      | Iraq                                                                         | 0 – 2                                                                        | Corea del Sud                                                                | Qual. Mondiali 2026                                                          | -                                                                            |                                                                              |
| 10-6-2025                                                                    | Seul                                                                         | Corea del Sud                                                                | 4 – 0                                                                        | Kuwait                                                                       | Qual. Mondiali 2026                                                          | 1                                                                            |                                                                              |
| Totale                                                                       |                                                                              | Presenze                                                                     | 38                                                                           |                                                                              | Reti                                                                         | 10                                                                           |                                                                              |

## Palmarès

### Club

#### Competizioni nazionali
- Coppa di Spagna: 1

Valencia: 2018-2019
- Supercoppa francese: 2

Paris Saint-Germain: 2023, 2024

- Campionato francese: 2

Paris Saint-Germain: 2023-2024, 2024-2025
- Coppa di Francia: 2

Paris Saint-Germain: 2023-2024, 2024-2025

#### Competizioni internazionali
- UEFA Champions League: 1

Paris Saint-Germain: 2024-2025
- Supercoppa UEFA: 1

Paris Saint-Germain: 2025

### Nazionale
- Giochi asiatici: 1

2022

### Individuale
- Pallone d'oro del Mondiale Under-20: 1

2019
- Miglior giocatore della Supercoppa di Francia: 1

2023